# Kim Murphy
Kim Murphy, właściwie Kim Murphy Zandell (ur. 8 lutego 1974 w Olympii) – amerykańska aktorka filmowa i telewizyjna.
Wystąpiła w filmach fabularnych: Miasto aniołów (City of Angels, 1998), u boku Meg Ryan i Nicolasa Cage’a, Mroczne opowieści (Campfire Tales, 1997) i Burning Annie (2004). Rola w tym ostatnim filmie przyniosła jej nominację dla najlepszej aktorki drugoplanowej na SMMASH Film Festival.